# Somatidia spinicollis
Somatidia spinicollis är en skalbaggsart som beskrevs av Thomas Broun 1893. Somatidia spinicollis ingår i släktet Somatidia och familjen långhorningar. Inga underarter finns listade i Catalogue of Life.